# Clubiona ningpoensis
Clubiona ningpoensis là một loài nhện trong họ Clubionidae.
Loài này thuộc chi Clubiona. Clubiona ningpoensis được Ehrenfried Schenkel-Haas miêu tả năm 1944.